# حسن دندش
حسن دندش، هو لاعب كرة السلة اللبناني. يلعب حاليا مع نادي التضامن الزوق. وقد تم اختياره مع لاعبي الاحتياط في المنتخب الوطني لكرة السلة.
ولد في 11 مايو 1991 في بيروت، لبنان. بدأ مسيرته في الولايات المتحدة الأمريكية، حيث نال التدريب الجيد هناك، ثم انتقل إلى لبنان ولعب بداية مع النادي المتحد طرابلس لموسم واحد قبل أن ينتقل إلى التضامن زوق في موسم 2013 -2014.

## روابط خارجية
- حسن دندش على موقع ريلجم (الإنجليزية)